# Boeddhistische goden
De diverse goden in het boeddhisme hebben ieder een eigen karakter en personage. In de Tripitaka worden vele goden genoemd, die vaak ook in conversatie treden met Gautama Boeddha en zijn monniken. In het boeddhisme worden verschillende bestaanswerelden beschreven, voornamelijk gebaseerd op de algemene ervaringen van de levende wezens die erin verkeren: goden (plezier), half-goden (aangenaam maar jaloers), mensen, dieren (lage intelligentie), hongerige geesten (zeer onbevredigd), en hellewezens (extreem lijden).
Deva (godheid) is een verzamelnaam voor alle goddelijke of bovennatuurlijke wezens, en wordt zowel in het boeddhisme als het hindoeïsme gebruikt.

## Overzicht
- Baka Brahma (hoge brahma-god)
- Brahma Sahampati (overtuigde Gautama Boeddha de Dharma te prediken)
- Brahmavira
- Maha Brahma (hoogste god in de hemel van de Brahma-kayika devas)
- Mahakala (een van de koningen van de nagas)
- Sakka/Śakra  (koning van Tavatimsa hemel)
- Vara Brahma
- Vepacitti (hoogste leider van de asura's)
- Vessavana (koning van de yakkhas)
- Virupakkha (een van de koningen van de nagas)